# 13059 Ducuroir
13059 Ducuroir è un asteroide della fascia principale. Scoperto nel 1991, presenta un'orbita caratterizzata da un semiasse maggiore pari a 2,5885567 UA e da un'eccentricità di 0,0937921, inclinata di 6,57240° rispetto all'eclittica.